# Eclissi solare del 23 settembre 1699
L'eclissi solare del 23 settembre 1699, di tipo ibrida, è un evento astronomico che ha avuto luogo il suddetto giorno attorno alle ore 10:16 UTC. La durata della fase massima dell'eclissi è stata di 49 secondi e l'ombra lunare sulla superficie terrestre raggiunse una larghezza di 46 km.
La totalità si è verificata in uno stretto percorso attraverso la superficie terrestre, con l'eclissi solare parziale visibile su una regione circostante più ampia, larga migliaia di chilometri. Uno stretto sentiero di totalità tagliava appena l'angolo nord-est della Scozia, compresa la città di Wick.

## Eclissi correlate

### Ciclo di Saros 139
L'evento fa parte della serie di Saros 139, che si ripete ogni 18 anni, 11 giorni, 8 ore, comprendente 71 eventi. La serie è iniziata con l'eclissi solare parziale il 17 maggio 1501. Contiene eclissi ibride dall'11 agosto 1627 al 9 dicembre 1825 ed eclissi totali dal 21 dicembre 1843 al 26 marzo 2601. La serie termina al membro 71 con un parziale eclissi il 3 luglio 2763. Tutte le eclissi di questa serie si verificano nel nodo ascendente della Luna.